# IC 3369
IC 3369 је елиптична галаксија у сазвјежђу Береникина коса која се налази на листи објеката дубоког неба у Индекс каталогу.
Деклинација објекта је + 16° 1' 29" а ректасцензија 12h 27m 16,9s. Привидна величина (магнитуда) објекта IC 3369 износи 14,1 а фотографска магнитуда 15,1. IC 3369 је још познат и под ознакама MCG 3-32-43, CGCG 99-58, VCC 990, PGC 40828.